# ديميتروفغراد (بلغاريا)
ديميتروفغراد هي بلدة، في بلغاريا، تقع في Dimitrovgrad Municipality, Bulgaria ‏ ، وهي عاصمتها، بلغ عدد سكانها 38,217 نسمة، تبلغ مساحتها 62.436 كيلومتر مربع، رمزها البريدي هو 6400.

## مدن توأم
المدن التوأم:
- Kazincbarcika [الإنجليزية]‏
- كالاماريا.

## أعلام
- رومن راديف
- بيتار تيرندافيلوف
- بيتر كوستادينوفيتش
- ستويتشو ملادينوف